# Râul Muscel
Râul Muscel este un curs de apă, afluent al râului Dâmbovița. 